# دانیلا آنائی بسیا
دانیلا آنائی بسیا (اسپانیایی: Daniela Anahí Bessia‎؛ زادهٔ ۹ ژوئیهٔ ۱۹۸۹) خواننده و بازیگر آرژانتینی-ایتالیایی است.
وی از سال ۲۰۱۱ در شانگهای بود و در چین به اجرای موسیقی و برنامه در شبکه‌های گوناگون تلویزیونی چون تلویزیون مرکزی چین می‌پرداخت. وی در فصل سوم چاینز گات تلنت یک ترانهٔ فولکلور چینی اجرا کرد. وی همچنین در چندین آگهی و فیلم تبلیغاتی برای شرکت‌های کی‌اف‌سی، پنزویل و روغن موتور اوام‌وی نقش اول را ایفا نموده‌است.